# Cayambe (Vulkan)
Der Cayambe ist ein komplexer Vulkan in den Anden in Ecuador.
Die Erstbesteigung gelang 1880 durch den britischen Bergsteiger Edward Whymper und seine zwei italienischen Begleiter, die Brüder Jean-Antoine und Louis Carrel.

## Lage und Umgebung
Der Cayambe befindet sich ca. 60 km nordöstlich von Quito, der Hauptstadt Ecuadors.
An seinem Fuß liegt die gleichnamige, nach dem Vulkan benannte Stadt Cayambe.
Der Gipfel des Cayambe liegt auf 5790 m, der Cayambe ist somit der dritthöchste Berg Ecuadors, nach dem Chimborazo und dem Cotopaxi.
Der Gipfel des Cayambe liegt etwa 4 km nördlich der Äquatorlinie. Bis ins Jahr 2006 war der Südausläufer des Cayambe-Gletschers der einzige dauerhaft weiße Punkt auf dem Äquator. In 4690 m befindet sich dort der höchste Punkt auf der Äquatorlinie. Aufgrund des Gletscherrückgangs in den letzten Jahrzehnten gibt es allerdings keinen vereisten Äquatorpunkt mehr. In der Regenzeit ist der Südhang jedoch häufig verschneit und damit immerhin noch der einzige Punkt auf der gesamten Äquatorlinie mit regelmäßigem Schnee.

## Bilder

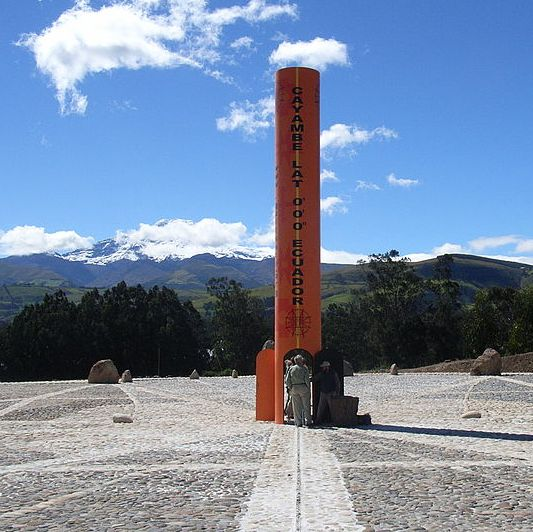
Cayambe, gesehen vom neuen Äquator-Denkmal
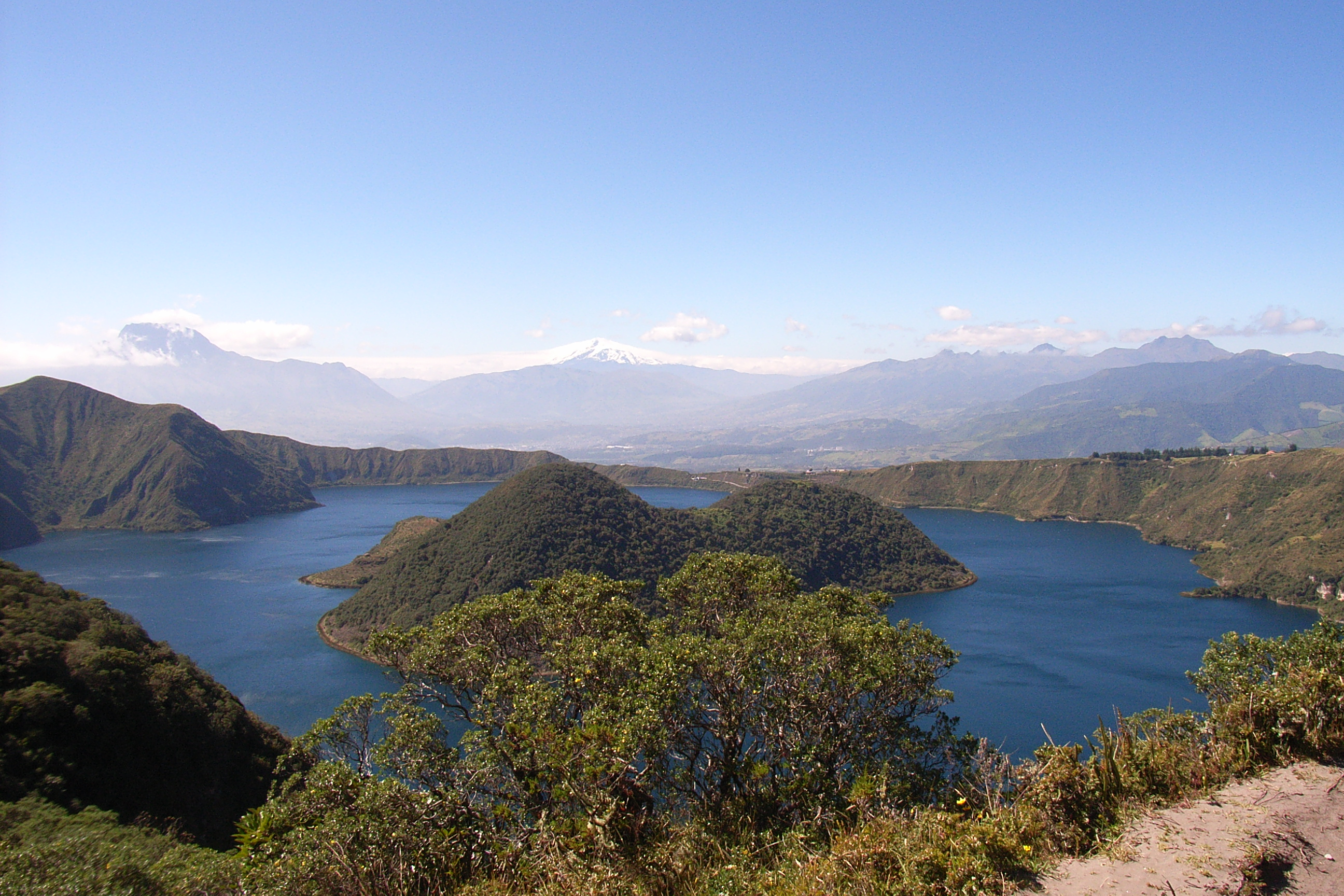
Cayambe, vom Cuicocha-Krater gesehen
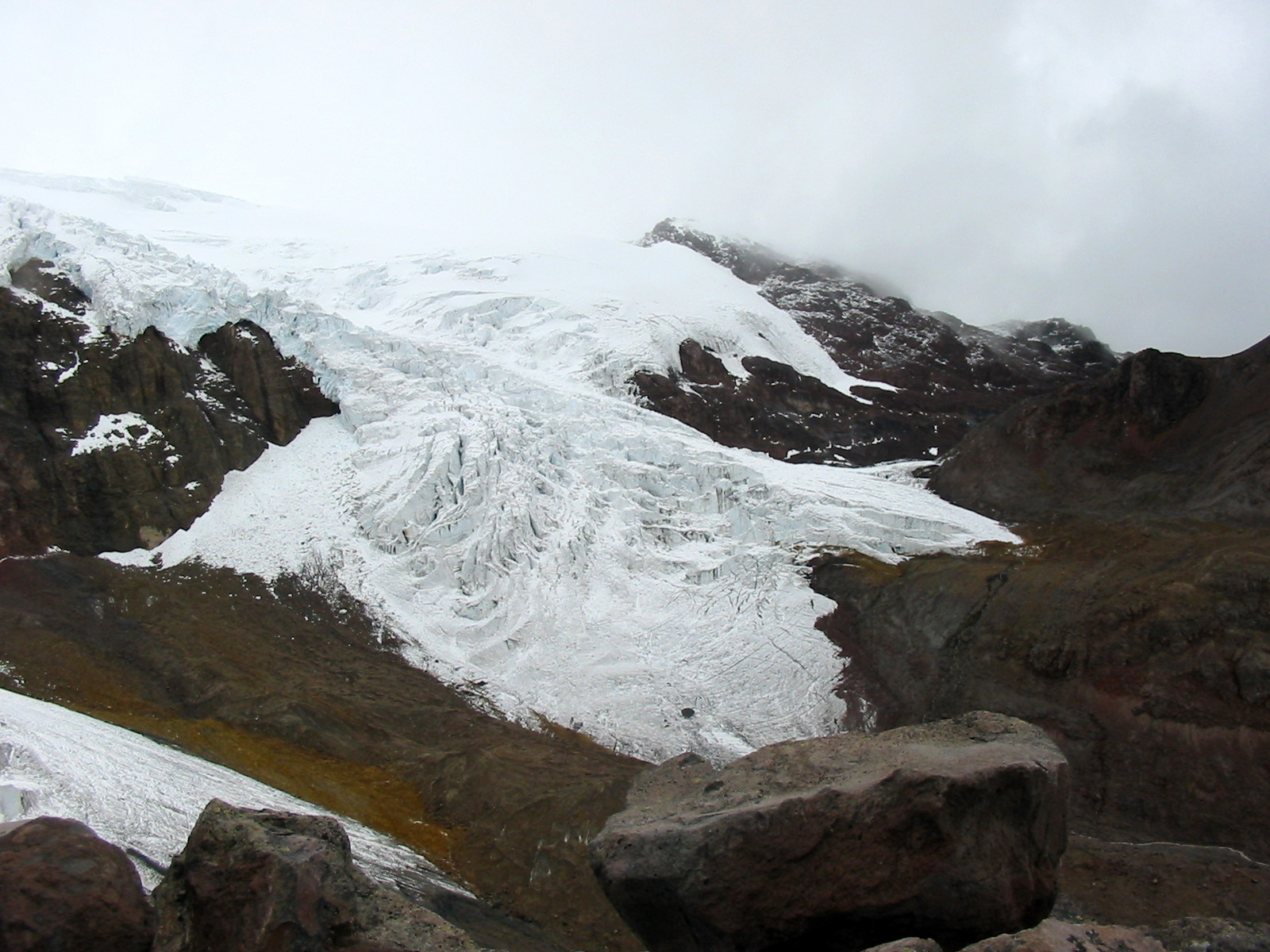
Gletscher im Gipfelbereich